# Turbo BASIC
Turbo BASIC je dialekt jazyka BASIC a jeho kompilátor původně vytvořený Robertem 'Bobem' Zalem a následně odkoupený firmou Borland. Když se Borland rozhodl zastavit vydávání, Zale jej koupil zpět, přejmenoval na PowerBASIC a založil PowerBASIC Inc. pro pokračování vývoje a podpory. Dodnes se stále prodává.[zdroj?]
Tento software je z období let 1987–1988 a svým vzhledem „černého okna“ se podobal dalším aplikacím firmy Borland v té době, Turbo Pascal 4.0, Turbo C 1.0/1.5, a Turbo Prolog 1.1. Vývojové prostředí s modrým oknem (na které má Borland ochranou známku) se objevilo až v roce 1989, kdy Borland vydal Turbo C 2.0, Turbo C++ 1.1, aj. V té době se již ale Turbo Basic a Turbo Prolog neprodávaly.
Na rozdíl od většiny implementací jazyka BASIC v té době, Turbo BASIC byl plnohodnotný kompilátor, který generoval strojový kód pro MS-DOS, zatímco jiné implementace byly interpretry nebo vyžadovaly runtime knihovny. Integrované vývojové prostředí umožňovalo spustit vytvořený program uvnitř sama sebe a jeho debugování, nebo kompilaci do samostatných MS-DOS EXE souborů, které mohly běžet na jiných systémech bez Turbo Basicu nebo runtime knihoven.

## Příklad kódu
Následující program je ukázka dialektu podobného ALGOLu, který Turbo Basic podporuje. Zatímco tradiční BASICy vyžadují číslování řádků, obsahují pouze omezené řídicí struktury a nepodporují ALGOLovské subrutiny (procedury/funkce), moderní dialekty BASICu z té doby byly rozšířeny tak, aby odpovídaly (tehdy) modernímu strukturovanému programování.
```
 INPUT "What is your name:", A$
 PRINT "Hello "; A$
 DO
   S$ = ""
   INPUT "How many stars do you want to print"; S
   FOR I = 1 TO S
     S$ = S$ + "*"
   NEXT I
   PRINT S$
   DO 
     INPUT "Do you want to print more stars"; Q$
   LOOP WHILE LEN(Q$) = 0
   Q$ = LEFT$(Q$, 1)
 LOOP WHILE (Q$ = "Y") OR (Q$ = "y")
 PRINT „Goodbye “; A$

```